# Baron Chatfield

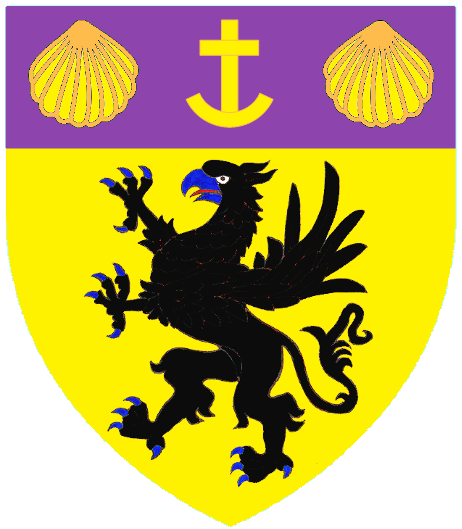
Wappen der Barone Chatfield

Baron Chatfield, of Ditchling in the County of Sussex, war ein erblicher britischer Adelstitel in der Peerage of the United Kingdom.
Der Titel wurde am 4. Juni 1937 für den Flottenadmiral Sir Ernle Chatfield geschaffen.
Der Titel erlosch beim Tod seines Sohnes, des 2. Barons, am 30. September 2007.

## Liste der Barone Chatfield (1937)
- Ernle Chatfield, 1. Baron Chatfield (1873–1967)
- Ernle Chatfield, 2. Baron Chatfield (1917–2007)